# Armadillidium serrai
Armadillidium serrai là một loài chân đều trong họ Armadillidiidae. Loài này được Cruz & Dalens miêu tả khoa học năm 1990.